# Mukbila
Mukbila (arab. مقبلة) – wieś w Syrii, w muhafazie Aleppo. W 2004 roku liczyła 378 mieszkańców.